# Boromys offella
Печерний щур Орієнте (Boromys offella) — вид гризунів родини Голчастих щурів; вмерлий вид. Проживав на Кубі й острові Пінос. Був знайдений у провінції Орієнте. Вид був наземним і мав розміри миші. Припускається, що вимер у новітню епоху після прибуття європейців, разом з якими прибули й пацюки, які спричинили вимирання виду.